# Crepidophryne
Crepidophryne là một chi động vật lưỡng cư trong họ Bufonidae, thuộc bộ Anura. Chi này có 3 loài và 33% bị đe dọa hoặc tuyệt chủng.